# Trustfall
Trustfall (с англ. — «Прыжок веры») — девятый студийный альбом американской певицы и автора песен Пинк. Запись альбома началась почти сразу после выхода её предыдущего студийного альбома, Hurts 2B Human, в 2019 году. В создании пластинки приняли участие множество авторов и продюсеров, включая давних коллабораторов Пинк, — Макса Мартина, Shellback, Билли Мэнна и Грега Кёрстина, — а также авторы-исполнители Мэтью Кома, Дэвид Ходжес, Фред Гибсон и другие. В альбоме представлены коллаборации с Крисом Стэплтоном, First Aid Kit и The Lumineers.
Лирически, альбом состоит их песен, повествующих о любви, борьбе, расставании, протесте. Музыкально, альбом выдержан в жанре поп-музыки, однако на нём присутствуют элементы других жанров, включая данс-поп, рок, американу и фолк. После релиза, Trustfall получил положительные отзывы от музыкальных критиков. Пластинка достигла верхней позиции в альбомных чартах восьми стран, включая Великобританию, Канаду, Австралию, а также второй позиции в американском Billboard 200. В общей сложности, альбом достиг верхней десятки чартов более двадцати стран.
В поддержку альбома было выпущено четыре сингла. Первые два, «Never Gonna Not Dance Again» и «Trustfall», имели умеренный успех в чартах по всему миру. Альбом получил дополнительное продвижение в концертных турах Summer Carnival (2023—2024) и Trustfall Tour (2023). 1 декабря ожидается релиз делюкс-издания альбома.

## Предыстория
В 2017 году, Пинк выпустила свой седьмой альбом, Beautiful Trauma, в поддержку которого отправилась в мировое турне, которое некоторое время было вторым самым прибыльным сольным турне среди женщин в истории. Во время турне, певица выпустила ещё один альбом, Hurts 2B Human, в апреле 2019 года. В 2021, певица выпустила документальный фильм All I Know So Far, для которого Пинк записала две новые песни, включая дуэт со своей дочерью, Уиллоу Сейдж Харт.
В 2021 году, исполнительница заявила, что её альбом ещё находится на ранней стадии записи, и она не может сказать, каким он будет. В июле 2022 года певица выпустила протестный сингл «Irrelevant». 6 октября Пинк анонсировала концертный тур Summer Carnival, а позже подтвердила, что до его старта выпустит студийный альбом.

## Композиция
Альбом выдержан в жанре поп-музыки, однако на нём также присутствуют элементы множества других жанров, включая рок, данс-поп, американу, фолк, кантри. Лирически, песни повествуют о разнообразных темах, однако большинство из них вращается вокруг любви.

## Выпуск и продвижение
18 ноября 2022 года Пинк анонсировала Trustfall на Good Morning America, и дату его выхода через в своих социальных сетях. Она заявила, что он является «лучшим альбомом, который [она] когда-либо записывала». Альбом был вдохновлён многими событиями в её личной жизни, включая болезнь её детей и смерть её отца. 6 октября 2022 года Пинк объявила, что в 2023 году она даст концерты Великобритании и Европе в рамках турне Summer Carnival. Даты концертов в Северной Америке были объявлены месяцем позже.
17 октября 2022 года Пинк опубликовала отрывок новой песни «Never Gonna Not Dance Again» в социальных сетях. Песня стала доступна для прослушивания на Apple Music и Spotify 4 ноября 2022 года. Критики дали песне неоднозначную оценку, заявив, что, по их мнению, она слишком похожа на «Can’t Stop the Feeling!» Джастина Тимберлейка. Она впервые исполнила песню на церемонии вручения премии American Music Awards 20 ноября 2022 года.
18 января 2023 года певица анонсировали второй сингл, «Trustfall», и опубликовали фрагмент в социальных сетях. Пинк появилась на шоу Келли Кларксон 6 февраля 2023 года. 14 февраля 2023 года Пинк выпустила третий сингл альбома, «When I Get There», написанный Эми Уодж и Дэвидом Ходжесом в честь покойного отца певица, Джима Мура. «Runaway» был отправлен на радио в Австралии и Германии в 7 июля 2023.
13 октября 2023 года Пинк объявила о выпуске делюкс-издания Trustfall, в которое войдут её прошлогодний сингл «Irrellant», две новые песни и шесть концертных записей из тура Summer Carnival. Оно будет выпущено 1 декабря 2023. В период с октября по ноябрь 2023 певица провела специальный тур Trustfall по Северной Америке.

## Отзывы и критика
| Совокупная оценка    | Совокупная оценка |
| Источник             | Оценка            |
| -------------------- | ----------------- |
| AnyDecentMusic?      | 6.3/10            |
| Metacritic           | 71/100            |
| Оценки критиков      |                   |
| Источник             | Оценка            |
| AllMusic             | [ 19 ]            |
| Evening Standard     | [ 20 ]            |
| The Guardian         | [ 21 ]            |
| The Independent      | [ 22 ]            |
| The Line of Best Fit | 5/10              |
| The Telegraph        | [ 24 ]            |
| The Times            | [ 25 ]            |

Альбом получил в целом положительные отзывы от критиков.

## Коммерческий успех
Альбом дебютировал на вершине чартов Великобритании, Австралии, Австрии, Новой Зеландии, Швейцарии, Канады, Германии и Шотландии. В США, альбом достиг второй строчки в Billboard 200, с продажами в 74 000 проданных копий, став первым альбомом певицы, с Funhouse, который не возглавил чарт.

## Список композиций
| №                   | Название                                           | Автор(ы)                                                                           | Продюсер(ы)                                            | Длительность |
| ------------------- | -------------------------------------------------- | ---------------------------------------------------------------------------------- | ------------------------------------------------------ | ------------ |
| 1.                  | «When I Get There»                                 | Эми Уодж Дэвид Ходжес                                                              | Ходжес                                                 | 3:20         |
| 2.                  | «Trustfall»                                        | Алиша Мур Джонни МакДэйд Фред Гибсон                                               | МакДэйд Фред Грэхэм Арчер [v]                          | 3:57         |
| 3.                  | «Turbulence»                                       | Мэтью Кома Мэдисон ЛАв                                                             | Кома                                                   | 3:26         |
| 4.                  | «Long Way to Go» (при участии The Lumineers)       | Мур Джеремайя Фрейтс Джесс Шаткин Джон Стивен Саддут Маурин МакДональд Уэсли Шульц | Мур Фрейтс Шаткин Шульц Саймон Гудинг Дэвид Байрон [a] | 3:09         |
| 5.                  | «Kids in Love» (при участии First Aid Kit)         | Людвиг Седерберг Якоб Йерльстрем Клара Содерберг                                   | A Strut                                                | 2:47         |
| 6.                  | «Never Gonna Not Dance Again»                      | Мур Макс Мартин Shellback                                                          | Мартин Shellback                                       | 3:44         |
| 7.                  | «Runaway»                                          | Эдвард Эрфьорд Климентина Дуглас                                                   | Грег Кёрстин                                           | 2:42         |
| 8.                  | «Last Call»                                        | Мур Билли Мэнн Пит Уоллес                                                          | Мэнн Уоллес [c]                                        | 4:03         |
| 9.                  | «Hate Me»                                          | Мур Кёрстин                                                                        | Кёрстин                                                | 3:20         |
| 10.                 | «Lost Cause»                                       | Рейбл Сэм де Йонг Сэм Ромэнс                                                       | Пинк де Йонг                                           | 3:38         |
| 11.                 | «Feel Something»                                   | Тедди Гейгер Иан Францино Джейсон Эвиган Нейт Мерсеро                              | Гейгер Эвиган Мерсеро Afterhrs                         | 3:04         |
| 12.                 | «Our Song»                                         | Шаткин Джессика Карпов МакДональд                                                  | Шаткин Harloe                                          | 2:54         |
| 13.                 | «Just Say I'm Sorry» (при участии Криса Стэплтона) | Мур Стэплтон                                                                       | Кёрстин                                                | 3:33         |
| Общая длительность: | Общая длительность:                                | Общая длительность:                                                                | Общая длительность:                                    | 43:37        |

| №                   | Название                                        | Длительность |
| ------------------- | ----------------------------------------------- | ------------ |
| 14.                 | «Never Gonna Not Dance Again» (Sam Feldt remix) | 2:47         |
| Общая длительность: | Общая длительность:                             | 46:24        |

| №  | Название                                                      | Автор(ы)                                                  | Продюсер(ы) | Длительность |
| -- | ------------------------------------------------------------- | --------------------------------------------------------- | ----------- | ------------ |
| 1. | «Dreaming» (С Marshmello и Стингом)                           |                                                           |             | 2:50         |
| 2. | «Irrelevant»                                                  | Мур Иан Фичхак                                            | Фичхак      | 3:52         |
| 3. | «All Out of Fight»                                            |                                                           |             | 3:32         |
| 4. | «Just Like Fire" / "Heartbreaker» (Live)                      | Мур Мартин Шестер Оскар Хольтер Кара ДиоГуарди Грег Уэллс |             | 5:29         |
| 5. | «When I Get There» (Live)                                     | Уодж Ходжес                                               |             | 3:32         |
| 6. | «Nothing Compares 2 U» (Live)                                 | Принс                                                     |             | 5:05         |
| 7. | «No Ordinary Love» (Live)                                     | Сейд Аду Стюарт Мтьюмэн                                   |             | 3:42         |
| 8. | «Cover Me In Sunshine» (при участии Уиллоу Сейдж Харт) (Live) | Эми Ален МакДональд                                       |             | 2:51         |
| 9. | «What About Us» (Live)                                        | Мур Джони МакДейд Стив Мак                                |             | 4:20         |

Примечания
- ↑ Сопродюсер
- ↑ Дополнительный продюсер
- ↑ Вокальный продюсер

## Позиции в чартах
| Чарт (2023)                         | Высшая позиция |
| ----------------------------------- | -------------- |
| Австралия (ARIA)                    | 1              |
| Австрия (Ö3 Austria)                | 1              |
| Бельгия/Фландрия (Ultratop)         | 2              |
| Бельгия/Валлония (Ultratop)         | 2              |
| Канада (Canadian Albums Chart)      | 1              |
| Чехия (ČNS IFPI)                    | 10             |
| Дания (Hitlisten)                   | 24             |
| Нидерланды (Album Top 100)          | 2              |
| Финляндия (Suomen virallinen lista) | 14             |
| Франция (SNEP)                      | 2              |
| Германия (Offizielle Top 100)       | 1              |
| Греция (IFPI)                       | 70             |
| Венгрия (MAHASZ)                    | 7              |
| Ирландия (Irish Albums Chart)       | 2              |
| Италия (FIMI)                       | 62             |
| Япония (Oricon Digital Albums)      | 15             |
| Япония (Billboard Japan Hot Albums) | 38             |
| Литва (AGATA)                       | 43             |
| Новая Зеландия (RMNZ)               | 1              |
| Норвегия (VG-lista)                 | 3              |
| Португалия (AFP)                    | 4              |
| Шотландия (Scottish Albums Chart)   | 1              |
| Словакия (ČNS IFPI)                 | 36             |
| Испания (PROMUSICAE)                | 9              |
| Швеция (Sverigetopplistan)          | 6              |
| Швейцария (Schweizer Hitparade)     | 1              |
| Великобритания (UK Albums Chart)    | 1              |
| США (Billboard 200)                 | 2              |

## Сертификации
| Регион                                                                      | Сертификация | Продажи |
| --------------------------------------------------------------------------- | ------------ | ------- |
| Великобритания (BPI)                                                        | Золотой      | 100 000 |
| Данные о продажах + прослушиваниях приведены только на основе сертификации. |              |         |

## История выпуска
| Регион | Дата            | Формат(ы)                            | Лейбл | Издания     | Ист.          |
| ------ | --------------- | ------------------------------------ | ----- | ----------- | ------------- |
| Разные | 17 февраля 2023 | CD цифровая дистрибуция стримминг LP | RCA   | Стандартное | [ 66 ]        |
| Разные | 1 декабря 2023  | CD цифровая дистрибуция стримминг LP | RCA   | Делюкс      | [ 67 ] [ 68 ] |